# Fyens Glasværk
Fyens Glasværk blev dannet af konsul Frederik Hey i 1890, da han opkøbte Odense Glasværk som var gået konkurs året før. I 1899 opkøber glasværket Rosdala glasbruk i Sverige.